# Schuhmarkt Nr. 8 (Parchim)

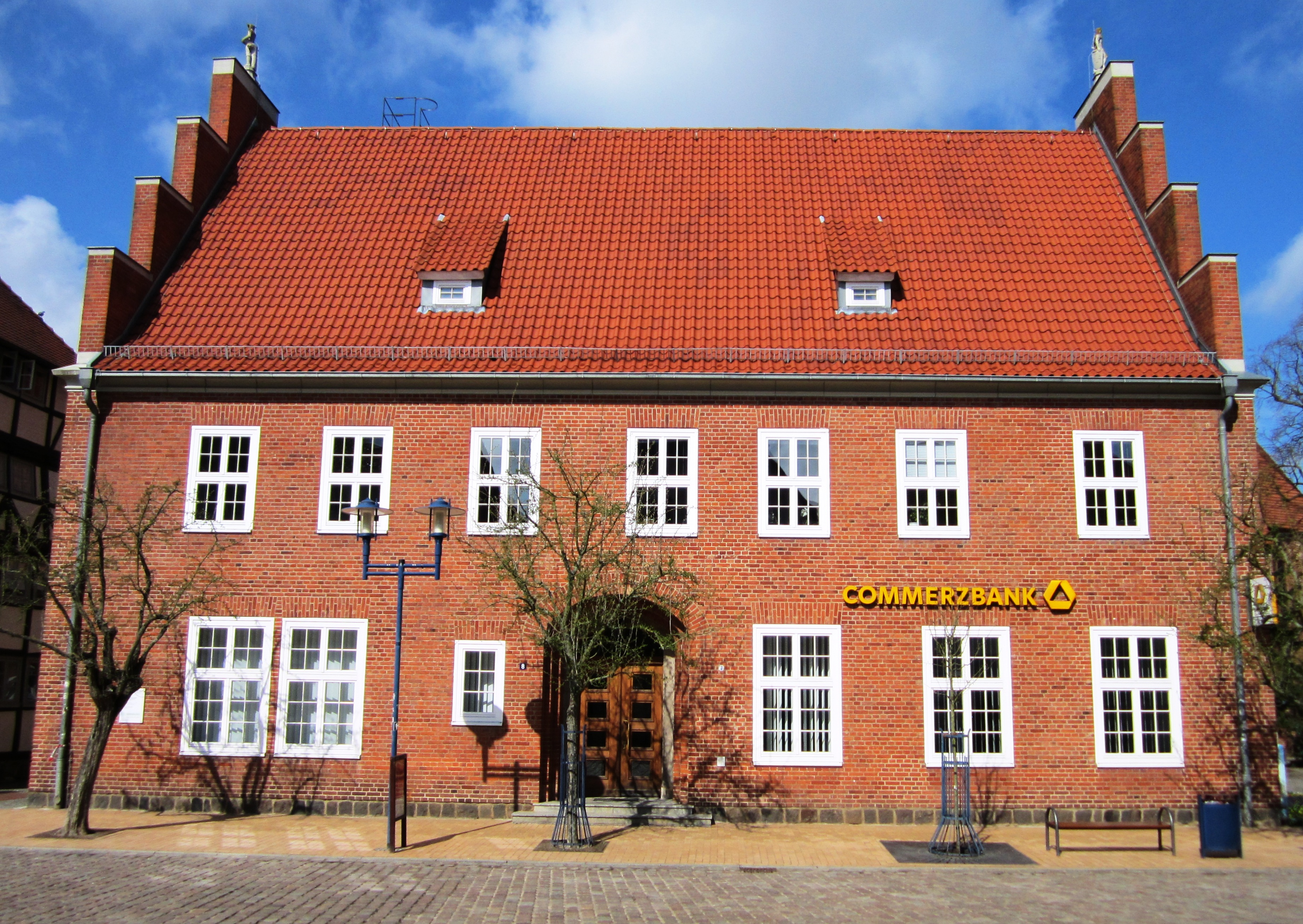
Parchim, Schuhmarkt 8, Bankgebäude

Das Geschäftshaus Schuhmarkt Nr. 8 in Parchim, Schuhmarkt, wurde 1935 gebaut. Es steht unter Denkmalschutz.

## Geschichte

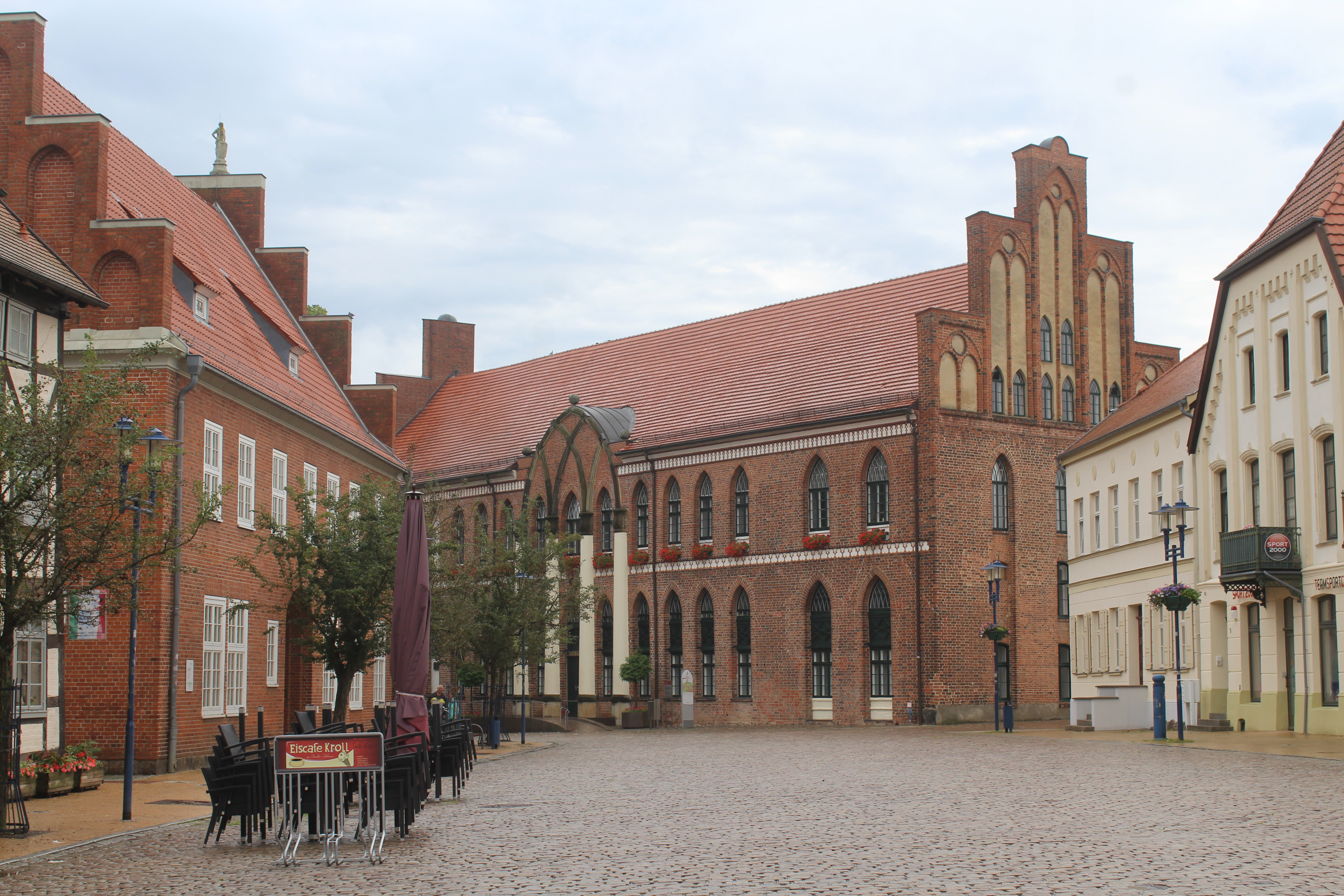
Schuhmarkt mit Nr. 8 und Rathaus

Hier stand im Mittelalter die Rathsbude (auch Salz-Bude genannt). 1612 vernichtete ein Stadtbrand viele Häuser in der Altstadt, so auch die Rathsbude. Die Häuser Schuhmarkt 7 und 8 wurden bald danach neu als Fachwerkhäuser gebaut.
Auf dem Grundstück der Nr. 8 wurde im 19. Jahrhundert das Haus abgerissen. Es entstand für die städtische Sparkasse ein zweigeschossiges verklinkertes  Geschäftshaus nach Plänen von Paul Schultze-Naumburg mit zwei seitlichen gotisierenden Treppengiebeln. In dem U-förmigen Gebäude befindet sich heute eine Filiale der Commerzbank. Die Figuren auf den Giebeln schuf Ludwig Nick.
Der Architekt Schultze-Naumburg entwarf im Landhaus- und im Reformstil und später im konservativen Heimatschutzstil, u. a. Schloss Freudenberg bei Wiesbaden (1905), das Herrenhaus auf Gut Altenhof (1907), den Cecilienhof (1913/17) in Potsdam und Schloss Dahmshöhe (1932) in Fürstenberg/Havel.